# Elektra King
Elektra King is een personage uit de James Bondfilm The World Is Not Enough (1999), het personage werd vertolkt door de Franse actrice Sophie Marceau.
Elektra is de dochter van de steenrijke Britse oliebaron Sir Robert King. Haar familie bezit een oliepijpleiding in Azië. Maar ooit werd zij ontvoerd door de terrorist Renard, die haar misbruikte en losgeld eiste. Omdat Sir Robert een goede vriend was van het hoofd van MI6 M kreeg hij hulp om zijn dochter te redden. M stuurde agent 009 om Renard te vermoorden, Elektra werd gered maar Renard overleefde de kogel die in zijn voorhoofd geschoten werd.
Maar op een dag brengt James Bond Sir Roberts gestolen geld terug uit Bilbao naar Londen, maar Sir Robert wordt vermoord door een bom die tussen het geld verstopt zat, Bond gaat de moordenaar Cigar Girl achterna maar wordt niet veel wijzer. Bond ontmoet hierna Elektra wanneer hij voor de missie om de moord op Sir Robert uit te zoeken naar Azerbeidzjan reist. Het eerste wat Bond en Elektra gaan doen wanneer ze elkaar al een beetje kennen is skiën, maar hierbij worden ze aangevallen door terroristen. Ze overleven het beide, maar de terroristen zouden alleen op Elektra uit zijn.
Wanneer Elektra weer is bijgekomen in haar villa in Bakoe gaat Bond 's avonds naar een casino waar, hij voor informatie van Valentin Zukovsky, informatie krijgt over Renard. Maar Elektra duikt daar 's avonds ook op met haar lijfwacht Gabor. Elektra gaat een simpel spelletje kaarten aan met Zukovsky maar zet tot Bonds verbazing 1 miljoen dollar in. Ze verliest het, maar het lijkt haar niets te doen.
's Avonds gaat Bond met Elektra naar bed, maar nadat ze met elkaar hebben gevreeën
gaat Bond ervandoor. Het hoofd van Elektra's beveiliging Sasha Davidov blijkt voor Renard te werken en heeft de plaats van Dr. Arkov ingenomen. Bond vermoordt Davidov, gaat in zijn plaats naar Kazachstan en ontmoet daar Renard. Renard beweert dat hij en Elektra samenwerken en Bond verdenkt dat Elektra aan het stockholmsyndroom lijdt. Het wordt pas duidelijk wanneer Elektra M ontvoert naar Istanboel. Elektra neemt dan de avond door met Renard.
Bond komt uiteindelijk met de hulp van Zukvosky in Istanbul terecht en ontdekt dat Renard en Elektra van plan zijn met een behulp onderzeeër Istanbul te vernietigen, maar hij en Dr. Christmas Jones worden door Elektra gevangengenomen. Christmas wordt naar Renard toegebracht en Bond wordt door Elektra gemarteld in een stoel. Uit het gesprek blijkt dat Elektra zelf het brein achter alles is: door haar gave van manipulatie, waarmee ze Bond ook verleidde, heeft ze Renard voor haar gewonnen. Ze heeft de langzaam stervende terrorist volkomen in haar zak. Maar als Bond bijna verloren lijkt valt Zukuvsky gewapend binnen. Elektra vermoordt hem echter maar Zukovsky weet met zijn laatste beetje kracht met zijn schietende wandelstok een van de ketens bij Bonds arm kapot te schieten waardoor Bond kan ontsnappen. Uiteindelijk staan Bond en Elektra oog in oog boven in een kamer waar Bond haar neerschiet en ze achterover op het bed valt.
Elektra: You wouldn't kill me. You'd miss me.

(Bond schiet Elektra dood)

Bond: I never miss.

## Handlangers
- Gabor
- Renard
- Mr. Bullion
- Sasha Davidov